# Трітеній-де-Сус
Трітеній-де-Сус (рум. Tritenii de Sus) — село у повіті Клуж в Румунії. Входить до складу комуни Трітеній-де-Жос.
Село розташоване на відстані 291 км на північний захід від Бухареста, 35 км на південний схід від Клуж-Напоки.

## Населення
За даними перепису населення 2002 року у селі проживали 1159 осіб.
Національний склад населення села:
| Національність | Кількість осіб | Відсоток |
| -------------- | -------------- | -------- |
| румуни         | 1079           | 93,1%    |
| угорці         | 51             | 4,4%     |
| цигани         | 29             | 2,5%     |

Рідною мовою назвали:
| Мова      | Кількість осіб | Відсоток |
| --------- | -------------- | -------- |
| румунська | 1106           | 95,4%    |
| угорська  | 51             | 4,4%     |